# سلاتینا (ناحیه وستی ناد اورلیتسی)
سلاتینا (به چکی: Slatina) یک منطقهٔ مسکونی در جمهوری چک است که در ناحیه اوستی ناد اورلیتسی واقع شده‌است. سلاتینا ۴٫۲۹ کیلومتر مربع مساحت و ۴۲۰ نفر جمعیت دارد و ۲۶۰ متر بالاتر از سطح دریا واقع شده‌است.